# Cá hắc long
Cá hắc long (Osteoglossum ferreirai) là loài cá xương nước ngọt Nam Mỹ thuộc họ Osteoglossidae. Cá hắc long đôi khi được nuôi trong bể thủy sinh, nhưng chúng là loài săn mồi và cần bể rất lớn. Cá này thường phổ biến, nhưng số lượng lớn được đánh bắt để làm thực phẩm và để buôn bán cá cảnh.

## Từ nguyên
Danh pháp loài ferreirai được đặt theo tên của Alexandre Rodrigues Ferreira, nhà tự nhiên học người Bồ Đào Nha-Brazil là người đầu tiên báo cáo về loài này.

## Phạm vi và môi trường sống
Cá hắc long có nguồn gốc từ vùng Nam Mỹ nhiệt đới, nơi chỉ giới hạn ở lưu vực Rio Negro, bao gồm cả sông Branco. Cá hắc long được phát hiện vào những năm 1970 ở lưu vực Orinoco, nhưng liệu đây có phải là quần thể tự nhiên hay là kết quả du nhập của con người vẫn còn đang gây tranh cãi.
Về cơ bản, đây là loài cố định (không di cư) sống ở môi trường nước đen. Vào mùa khô, loài này chủ yếu sống ở vùng nước đọng, đầm phá ven bờ và các nhánh sông nhỏ, nhưng thường tìm được ở các khu rừng ngập nước vào mùa nước lớn.

## Mô tả
Cá hắc long có thân hình dài và đuôi thon. Chiều dài tổng thể tối đa của chúng thường được đạt 0,9 m (3,0 ft), nhưng có báo cáo về những cá thể lên đến 1,2 m (3,9 ft). Cá con có màu đen với các vệt màu vàng chạy dọc thân, đầu và đuôi. Khi đạt đến khoảng 15 cm (0,5 ft), các điểm nhấn sẽ biến mất và cá sẽ chuyển sang màu xám thép óng ánh sẫm đến xanh lam, do đó có tên thường gọi như vậy. Ngoài ra, còn có viền màu vàng và đỏ ở vây lưng và vây đuôi. Ngược lại với cá con, cá trưởng thành rất giống với cá ngân long (O. bicirrhosum), nhưng hai loài này có thể được phân biệt bằng phương pháp hình thái, đặc biệt là số lượng tia vây.
Một số người nuôi cá cảnh châu Á đôi khi gọi nhóm cá này là cá rồng vì vẻ ngoài độc đáo của chúng và tin rằng chúng mang lại may mắn.

## Tập tính
Cá hắc long đôi khi được gọi là khỉ nước hoặc cá khỉ vì chúng có thể nhảy ra khỏi mặt nước để bắt con mồi. Chúng thường bơi gần mặt nước để tìm kiếm thức ăn. Mặc dù được biết đến là loài ăn mồi lớn hơn như dơi nhỏ và khỉ nhỏ, chế độ ăn chính của chúng bao gồm tôm, côn trùng, cá nhỏ hơn và các động vật khác nổi trên mặt nước. Tại đây, chiếc miệng giống như cầu kéo của chúng chỉ thích nghi để kiếm ăn.
Cá cái đẻ trứng vào mùa nước lớn. Có đến 210 quả trứng được cá đực ấp bằng miệng và khoảng 100 trứng phát triển thành cá bột, con non chỉ được giải phóng hoàn toàn khi dài khoảng 7 cm (2,8 in).